# 曳舟站
曳舟站（日语：／ Hikifune eki */?）位於日本東京都墨田區東向島二丁目，是東武鐵道的鐵路車站。車站編號是TS 04。副站名是「東京曳舟醫院前」。

## 停靠路線
此站有伊勢崎線與龜戶線停靠，是龜戶線的起點。另外，此站所在的伊勢崎線區間，愛稱為「東武晴空塔線」。
伊勢崎線在此站分為淺草方向與押上方向。因此包括龜戶線在內，此站共有4個方向路線。另外，此站至押上站的路段視為支線，正式來說是此站至東京晴空塔站的增建軌道。

## 歷史
本站在1902年（明治35年）4月1日以伊勢崎線中間站開業。2年後的1904年（明治37年）4月5日龜戶線開業，本站至吾妻橋（現：東京晴空塔）間暫時廢止，1908年（明治41年）則以貨物列車重新開業。旅客列車則至1910年（明治43年）才重新營業，本站從此成為伊勢崎線與龜戶線的轉乘站。
2003年（平成15年）3月19日，開始與帝都高速度交通營團（營團地下鐵）、之後的東京地下鐵半藏門線直通運轉，本站成為往押上方向的分岐站。直通半藏門線的列車全部為優等列車，並與淺草起訖的各站停車在本站進行接續，確保本站至北千住間的便利性。2011年（平成23年）3月11日發生東日本大震災，車站大樓牆壁崩落造成路線損傷。2017年（平成29年）4月1日，車站大樓拆除改建的東京曳舟醫院開院。
站名取自於附近的曳舟川。曳舟川已在昭和初期填埋，現為現在車站南側的曳舟川通。車站周邊雖被稱作「曳舟」，但非正式的行政地名。

### 年表
- 1902年（明治35年）4月1日：開業。
- 1904年（明治37年）4月5日：曳舟 - 龜戶間（現龜戶線）開業。
- 1967年（昭和42年）2月22日：高架化。
- 1979年（昭和54年）6月16日：東口的5層樓車站大樓「東武曳舟大樓」竣工。
- 1986年（昭和61年）8月26日：本站至南栗橋間在早晨尖峰時刻開始導入10輛編組。
- 1990年（平成2年）9月25日：10輛編組運行列車延伸至業平橋，廢止本站折返班次。
- 1994年（平成6年）8月2日：往淺草的10輛編組準急，其後部4輛開始在本站進行解聯。
- 2003年（平成15年）3月19日：曳舟 - 押上間開通。開始直通半藏門線。
- 2003年（平成15年）月19日：曳舟 - 押上間開業。開始與營團地下鐵半藏門線（當時）、東急田園都市線直通運轉。同時往淺草列車的解聯作業改在北千住站進行。
- 2003年（平成15年）：龜戶線月台（5號線）導入發車音樂。
- 2004年（平成16年）10月19日：龜戶線採用一人控制。
- 2006年（平成18年）3月：設置三台聯絡月台與剪票口層的電梯。
- 2010年（平成22年）10月28日：伊勢崎線月台（1 - 4號線）導入發車音樂。
- 2011年（平成23年）3月11日：東日本大震災造成東武曳舟大樓牆壁崩落，線路損傷。
- 2012年（平成24年）3月17日：導入車站編號TS 04
- 2013年（平成25年）：東武曳舟大樓拆除。
- 2017年（平成29年）
  - 4月1日：車站直通的東京曳舟醫院（日语：東京曳舟病院）開院，副站名「東京曳舟醫院前」啟用[2]。
  - 4月7日：商業設施「EQUiA（エキア）曳舟」開幕[2]。

## 車站結構
島式月台2面4線與單式月台1面1線，合計3面5線的高架車站。
大廳在高架下，有電扶梯與電梯通往月台層。

### 月台配置
| 月台 | 路線         | 方向 | 目的地                                                           | 備註                             |
| ---- | ------------ | ---- | ---------------------------------------------------------------- | -------------------------------- |
| 1    | 東武晴空塔線 | 下行 | 北千住、新越谷、東武動物公園、 伊勢崎線 久喜、 日光線 南栗橋方向 | 淺草方向發出列車的到站月台       |
| 2    | 東武晴空塔線 | 下行 | 北千住、新越谷、東武動物公園、 伊勢崎線 久喜、 日光線 南栗橋方向 | 押上方向發出列車的到站月台       |
| 3    | 東武晴空塔線 | 上行 | 東京晴空塔、淺草、 半藏門線 澀谷、 田園都市線 中央林間方向       | 往押上（部分淺草）方向的出發月台 |
| 4    | 東武晴空塔線 | 上行 | 東京晴空塔、淺草、 半藏門線 澀谷、 田園都市線 中央林間方向       | 往淺草方向的出發月台             |
| 5    | 龜戶線       | -    | 龜戶方向                                                         |                                  |

- 上述路線使用旅客資訊上的名稱（「東武晴空塔線」）。
- 1、4號線由淺草站起迄列車使用，2、3號線由半藏門線、田園都市線直通列車使用。有部分上行列車班次在本站待避特急，此時往淺草的列車是使用3號線。
  - 在開始半藏門線直通運轉時，上下線的上行方向設有剪式橫渡線。列車在本站待避特急或是與半藏門線直通列車接續時會使用1、4號線，浅草站起訖列車會使用2、3號線。但在2013年改點後，本站下行不再有待避特急的班次，因此半藏門線直通列車只使用2、3號線。
- 5號線是龜戶線月台，有效長度僅可容納2輛編組。但是每天早晨六點有一班往龜戶的班次在4號線發車，4號線月台也設有看板說明。這是由於該列車是從南栗橋車輛管區（日语：南栗橋車両管区）春日部支所回送，因配線問題因而在4號線發車。另外，當車輛問題須換車時，替換車輛也會從4號線發車。
  - 龜戶線在本站前方從雙線匯成單線，5號線月台前方有往4號線的轉轍器。過去龜戶線要進入本站時，會先進入4號線後再分歧入5號線，直至架設龜戶線專用橋梁後才從本線系統分離。
- 全月台皆已導入發車音樂。伊勢崎線月台（1 - 4號線）是在2010年10月28日導入，在伊勢崎線內中途站中僅次於西新井站。龜戶線月台（5號線）使用的音樂是「PASSENGER」。
- 東向島方向有橫渡線，供龜戶線車輛回送與半藏門線、田園都市線直通運轉中止時折返（北千住至本站屬於回送）使用。2007年站內改良工程將該橫渡線改為剪式橫渡線，提升直通運轉中止時的折返能力。
- 除了早晨與深夜時段，淺草起訖列車與半藏門線、田園都市線直通列車在本站進行列車接續。
- 2003年3月改點以前，10輛編組往淺草準急列車在本站進行解聯作業。10輛編組被解離的4輛會進入伊勢崎線與龜戶線之間的桁橋調車線，連結其他被解離的4輛後折返回送。現在桁橋與止衝擋附近還可見到軌道。
- 夜間有回送車輛留置在站內。
- 淺草方向的下一站是東京晴空塔，半蔵門線方向是押上，兩站都是東京晴空塔的最近車站，無論搭乘往淺草方向或半藏門線方向的列車都可在下一站下車前往東京晴空塔。

### 配線圖
- 2013年3月改點後，半藏門線出現輸送障礙時，北千住站折返直通電車要改從押上站往東武線方向折返，因此變更曳舟站淺草側的配線。原先上下線上行方向設置的兩個剪式橫渡線撤除，新設曳舟站2號線往押上站1號線的單向橫渡線，並於2013年10月底完成。以下配線圖為改點前配線。

| ← 錦糸町、大手町、 澀谷、中央林間 方向 | 曳舟站周邊的鐵道配線略圖 | → 北千住、春日部 、久喜、日光 方向 |
| | ↓ 龜戶方向               |                                    |
| 图例 参考文献： * 參考以下資料製作 ** 電気車研究会、「東武鉄道線路配線略図」、『鉄道ピクトリアル』、第58巻第1号 通巻第799号「【特集】 東武鉄道」、 2008年1月 臨時増刊号、巻末折込。 ** 羽生峰夫・池田直人（東武鉄道）、「東武鉄道11号線直通化工事と直通運転の概要」、鉄道ジャーナル社、 『鉄道ジャーナル』 第37巻4号（通巻第438号） 2003年4月号、49頁、図2および図3。 ** 東京メトロ公式ホームページ 押上駅構内図 ** 東武鉄道公式ホームページ 曳舟駅構内マップ ※ 本圖的入線方向是平時營業運行方向，不含直通運轉中止時與回送列車入線方向。 ※ 東武伊勢崎線淺草方向的地面配線在東京晴空塔站附近交叉往圖左上方前進，本圖省略。 |                          |                                    |

## 使用情況
2017年度一日平均上下車人次為27,559人。此數值不包括伊勢崎線與龜戶線的轉乘客。
本站在東武伊勢崎線的急行停車站中僅高於和戶站，但自2003年開始與半藏門線直通運行後開始成長。
近年一日平均上下、上車人次的推移如下表｡
| 年度               | 一日平均 上下車人次 | 一日平均 上車人次 | 一日平均 上車人次 | 來源   |
| 年度               | 一日平均 上下車人次 | 伊勢崎線          | 龜戶線            | 來源   |
| ------------------ | ------------------- | ----------------- | ----------------- | ------ |
| 1992年（平成04年） |                     | 6,721             | 3,775             | [ 4 ]  |
| 1993年（平成05年） |                     | 6,638             | 3,690             | [ 5 ]  |
| 1994年（平成06年） |                     | 6,586             | 3,597             | [ 6 ]  |
| 1995年（平成07年） |                     | 6,650             | 3,421             | [ 7 ]  |
| 1996年（平成08年） |                     | 6,460             | 3,296             | [ 8 ]  |
| 1997年（平成09年） |                     | 6,307             | 3,247             | [ 9 ]  |
| 1998年（平成10年） | 18,779              | 6,016             | 3,110             | [ 10 ] |
| 1999年（平成11年） | 18,136              | 5,803             | 2,986             | [ 11 ] |
| 2000年（平成12年） | 17,694              | 5,652             | 2,904             | [ 12 ] |
| 2001年（平成13年） | 16,845              | 5,353             | 3,019             | [ 13 ] |
| 2002年（平成14年） | 16,659              | 5,326             | 2,940             | [ 14 ] |
| 2003年（平成15年） | 17,837              | 5,243             | 2,615             | [ 15 ] |
| 2004年（平成16年） | 18,226              | 5,395             | 2,512             | [ 16 ] |
| 2005年（平成17年） | 18,331              | 5,427             | 2,463             | [ 17 ] |
| 2006年（平成18年） | 18,999              | 5,449             | 2,466             | [ 18 ] |
| 2007年（平成19年） | 19,995              | 7,689             | 2,410             | [ 19 ] |
| 2008年（平成20年） | 20,994              | 8,151             | 2,414             | [ 20 ] |
| 2009年（平成21年） | 21,862              | 8,573             | 2,422             | [ 21 ] |
| 2010年（平成22年） | 23,152              | 9,085             | 2,532             | [ 22 ] |
| 2011年（平成23年） | 23,244              | 9,142             | 2,404             | [ 23 ] |
| 2012年（平成24年） | 24,135              | 9,369             | 2,413             | [ 24 ] |
| 2013年（平成25年） | 24,645              | 9,649             | 2,463             | [ 25 ] |
| 2014年（平成26年） | 24,668              | 9,739             | 2,410             | [ 26 ] |
| 2015年（平成27年） | 25,295              | 10,035            | 2,457             | [ 27 ] |
| 2016年             | 26,001              | 10,413            | 2,383             | [ 28 ] |
| 2017年             | 27,559              | 11,071            | 2,507             | [ 29 ] |

## 車站周邊
- 墨田區曳舟文化中心
- 墨田區役所（日语：墨田区役所）東向島出張所
- 墨田生涯學習中心（Yutoria）
- 墨田區立曳舟圖書館
- 向島稅務署（日语：税務署）
- 向島郵便局（日语：向島郵便局）
- 墨田京島一郵便局
- 東向島一郵便局
- 京成曳舟站（京成押上線） - 步行5分。京成線內雖簡稱「曳舟站」，但兩者無法進行連絡運輸（日语：連絡運輸）。
- 國道6號
- 曳舟川通
- 東京都立墨田川高等學校（日语：東京都立墨田川高等学校）
- 伊藤洋華堂曳舟店

### 巴士路線
最近的巴士站是「墨田區曳舟文化中心前」「曳舟站南（向島稅務署入口）」「曳舟文化中心」。以下路線由東京都交通局與京成巴士運行。
- 墨田區曳舟文化中心前
  - 錦40系統：往南千住站東口 / 往錦糸町站
- 曳舟站南（向島稅務署入口）、曳舟文化中心
  - 墨田區社區巴士墨田百景墨丸君、小墨鈴」西北部路線：鐘淵站、地藏坂方向

## 相鄰車站
東武鐵道
 東武晴空塔線
■急行、■準急
押上〈晴空塔前〉（TS 03）－曳舟（TS 04）－北千住（TS 09）
■區間急行、■區間準急、■普通
東京晴空塔（TS 02）－曳舟（TS 04）－東向島（TS 05）
 龜戶線
小村井（TS 41）－曳舟（TS 04）

## 外部連結
- 曳舟（車站資訊） - 東武鐵道